# Catochrysops pura
Catochrysops pura är en fjärilsart som beskrevs av Tite 1959. Catochrysops pura ingår i släktet Catochrysops och familjen juvelvingar. Inga underarter finns listade i Catalogue of Life.